# 田所賦
田所賦（？—？），號獻庭、獻廷，山東青州府昌樂縣軍籍。

## 生平
万历三十七年（1609年）己酉科山東鄉試舉人，四十四年（1616年）丙辰科進士，通政司觀政，四十五年授鳳陽府天长县知县，四十七年調江都縣，天啓三年改平谷知县，署保德州篆。有德政。四年擢南户部主事。六年升陕西司郎中。天啓七年升淮安府知府，卒于官。

## 家族
曾祖田申。祖父田汝希。父田積，壽官。